# Wereldkampioenschappen kunstschaatsen 1967
De Wereldkampioenschappen kunstschaatsen 1967 werden gevormd door vier toernooien die door de Internationale Schaatsunie werden georganiseerd.
Het WK evenement van 1967 vond plaats op een onoverdekte ijsbaan, dit was tevens de laatste keer. De wedstrijden vonden plaats van 28 februari tot en met 4 maart in Wenen, Oostenrijk. Het was de tiende keer dat de Wereldkampioenschappen kunstschaatsen in Wenen en de elfde keer in Oostenrijk plaatsvonden.
Voor de mannen was het de 57e editie, voor de vrouwen de 47e editie, voor de paren de 45e editie, en voor de ijsdansers de vijftiende editie.

## Deelname
Er namen deelnemers uit vijftien landen deel aan deze kampioenschappen. Zij vulden 80 startplaatsen in.
(Tussen haakjes het totaal aantal startplaatsen in de vier toernooien.)
| Verenigde Staten (12) Canada (8) Tsjecho-Slowakije (8) Duitse Democratische Republiek (7) | Sovjet-Unie (7) Oostenrijk (6) West-Duitsland (6) Frankrijk (5) | Verenigd Koninkrijk (5) Zwitserland (5) Japan (4) Hongarije (2) | Italië (2) Joegoslavië (2) Polen (1) |

## Medailleverdeling
Voor de tweede keer was het erepodium bij de mannen een kopie van het voorgaande jaar, eerder was dit het geval op het WK van 1956. De Oostenrijker Emmerich Danzer prolongeerde zijn titel. Op de plaatsen twee en drie werd stonden respectievelijk zijn landgenoot Wolfgang Schwarz en de Amerikaan Gary Visconti. Het was voor alle drie hun tweede medaille.
De Amerikaanse Peggy Fleming prolongeerde haar wereldtitel bij de vrouwen, het was haar derde WK medaille, in 1965 werd ze derde. De Oost-Duitse Gabriele Seyfert stond voor de tweede keer op het podium, zij werd net als in 1966 tweede. De Tsjechoslowaakse Hana Mašková stond dit jaar voor het eerst op het erepodium, zij werd derde.
Het Sovjetpaar Ljoedmila Belousova / Oleg Protopopov veroverden hun derde wereldtitel oprij, zij stonden voor het zesde opeenvolgende jaar op het erepodium, in 1962, 1963, 1964 werden ze tweede. Voor het Oost-Duitse paar Margot Glockshuber / Wolfgang Danne op de tweede plaats was het hun eerste WK medaille. Het Amerikaanse paar Cynthia Kauffmann / Ronald Kauffmann namen voor de tweede keer op het podium plaats, zij werden net als in 1966 derde.
Bij het ijsdansen prolongeerde het Britse paar Diane Towler / Bernard Ford hun in 1966 veroverde wereldtitel. De nummers drie van 1965 en 1966, het Amerikaanse paar Lorna Dyer / John Carrell, stonden dit jaar op de tweede plaats op het podium. Het Britse ijsdanspaar Yvonne Suddick / Malcolm Cannon op plaats drie namen voor het eerst plaats op het podium.
| Discipline | Goud                                  | Zilver                              | Brons                                |
| ---------- | ------------------------------------- | ----------------------------------- | ------------------------------------ |
| Mannen     | Emmerich Danzer                       | Wolfgang Schwarz                    | Gary Visconti                        |
| Vrouwen    | Peggy Fleming                         | Gabriele Seyfert                    | Hana Mašková                         |
| Paren      | Ljoedmila Belousova / Oleg Protopopov | Margot Glockshuber / Wolfgang Danne | Cynthia Kauffmann / Ronald Kauffmann |
| IJsdansen  | Diane Towler / Bernard Ford           | Lorna Dyer / John Carrell           | Yvonne Suddick / Malcolm Cannon      |

## Uitslagen
pc/9 = plaatsingcijfer bij negen juryleden
| #      | naam (deelname)           | land                                    | pc/9 |
| ------ | ------------------------- | --------------------------------------- | ---- |
| Goud   | Emmerich Danzer (6)       | Vlag van Oostenrijk                     | 15   |
| Zilver | Wolfgang Schwarz (3)      | Vlag van Oostenrijk                     | 16   |
| Brons  | Gary Visconti (3)         | Vlag van Verenigde Staten               | 35   |
| 4      | Donald Knight (5)         | Vlag van Canada                         | 33   |
| 5      | Scott Allen (6)           | Vlag van Verenigde Staten               | 35   |
| 6      | Ondrej Nepala (4)         | Vlag van Tsjecho-Slowakije              | 61   |
| 7      | Patrick Péra (4)          | Vlag van Frankrijk                      | 61   |
| 8      | Peter Krick (2)           | Vlag van Bondsrepubliek Duitsland       | 77   |
| 9      | Tim Wood (2)              | Vlag van Verenigde Staten               | 78   |
| 10     | Robert Dureville (6)      | Vlag van Frankrijk                      | 87   |
| 11     | Günter Zöller (2)         | Vlag van Duitse Democratische Republiek | 104  |
| 12     | Jay Humphrey (3)          | Vlag van Canada                         | 106  |
| 13     | Sergej Tsjetveroechin (2) | Vlag van Sovjet-Unie                    | 123  |
| 14     | Marian Filc               | Vlag van Tsjecho-Slowakije              | 121  |
| 15     | Günter Anderl (2)         | Vlag van Oostenrijk                     | 132  |
| 16     | Michael Williams          | Vlag van Verenigd Koninkrijk            | 145  |
| 17     | Tsuguhiko Kozuka (2)      | Vlag van Japan                          | 150  |
| 18     | Masato Tamura             | Vlag van Japan                          | 164  |
| 19     | Tony Berntier             | Vlag van Zwitserland                    | 170  |
| 20     | Daniel Höner              | Vlag van Zwitserland                    | 175  |

| #      | naam (deelname)            | land                                    | pc/9   |
| ------ | -------------------------- | --------------------------------------- | ------ |
| Goud   | Peggy Fleming (4)          | Vlag van Verenigde Staten               | 9      |
| Zilver | Gabriele Seyfert (4)       | Vlag van Duitse Democratische Republiek | 21     |
| Brons  | Hana Mašková (4)           | Vlag van Tsjecho-Slowakije              | 29     |
| 4      | Valerie Jones (3)          | Vlag van Canada                         | 35     |
| 5      | Kumiko Okawa (4)           | Vlag van Japan                          | 42     |
| 6      | Sally-Anne Stapleford (3)  | Vlag van Verenigd Koninkrijk            | 59     |
| 7      | Albertina Noyes (4)        | Vlag van Verenigde Staten               | 59     |
| 8      | Jennie Walsh               | Vlag van Verenigde Staten               | 83     |
| 9      | Beatrix Schuba             | Vlag van Oostenrijk                     | 88     |
| 10     | Roberta Laurent (2)        | Vlag van Canada                         | 85     |
| 11     | Monika Feldmann            | Vlag van Bondsrepubliek Duitsland       | 95     |
| 12     | Karen Magnussen            | Vlag van Canada                         | 99     |
| 13     | Rita Trapanese             | Vlag van Italië                         | 130    |
| 14     | Martina Clausner (2)       | Vlag van Duitse Democratische Republiek | 132    |
| 15     | Jelena Schtscheglova (2)   | Vlag van Sovjet-Unie                    | 137    |
| 16     | Marie Vichova              | Vlag van Tsjecho-Slowakije              | 151    |
| 17     | Micheline Joubert          | Vlag van Frankrijk                      | 145    |
| 18     | Sylvaine Duban             | Vlag van Frankrijk                      | 164    |
| 19     | Beate Richter (2)          | Vlag van Duitse Democratische Republiek | 165    |
| 20     | Charlotte Walter           | Vlag van Zwitserland                    | 172    |
| 21     | Zsuzsanna Szentmiklosi (3) | Vlag van Hongarije                      | 198    |
| 22     | Katsusa Derenda            | Vlag van Joegoslavië (1943-1992)        | 198    |
| -      | Miwa Fukuhara (7)          | Vlag van Japan                          | t.z.t. |

| #      | naam (deelname)                            | land                                    | pc/9 |
| ------ | ------------------------------------------ | --------------------------------------- | ---- |
| Goud   | Ljudmila Belousova (8) Oleg Protopopov (8) | Vlag van Sovjet-Unie                    | 9    |
| Zilver | Margot Glockschuber (3) Wolfgang Danne (3) | Vlag van Bondsrepubliek Duitsland       | 25   |
| Brons  | Cynthia Kauffmann (4) Ronald Kauffmann (4) | Vlag van Verenigde Staten               | 27   |
| 4      | Gudrun Hauss (2) Walter Hafner (2)         | Vlag van Bondsrepubliek Duitsland       | 44   |
| 5      | Heidemarie Steiner (2) Ulrich Walther (2)  | Vlag van Duitse Democratische Republiek | 47   |
| 6      | Tamara Moskwina Aleksej Mischin            | Vlag van Sovjet-Unie                    | 56   |
| 7      | Susan Behrens (2) Roy Wagelein (2)         | Vlag van Verenigde Staten               | 51   |
| 8      | Tatjana Sjaronova Anatolij Evbokimov       | Vlag van Sovjet-Unie                    | 65   |
| 9      | Brigitte Weise Michael Brychcy             | Vlag van Duitse Democratische Republiek | 95   |
| 10     | Bohunka Sramková Jan Sramek                | Vlag van Tsjecho-Slowakije              | 99   |
| 11     | Marianne Streifler Herbert Wiesinger       | Vlag van Bondsrepubliek Duitsland       | 104  |
| 12     | Evelyne Schneider Wilheim Bietak (3)       | Vlag van Oostenrijk                     | 103  |
| 13     | Betty Lewis Richard Gilbert                | Vlag van Verenigde Staten               | 115  |
| 14     | Janina Poremska Piotr Sczypa               | Vlag van Polen (1928-1980)              | 117  |
| 15     | Monique Mathys (2) Yves Aellig (2)         | Vlag van Zwitserland                    | 125  |
| 16     | Mona Szabo (2) Peter Szabo (2)             | Vlag van Zwitserland                    | 103  |
| 17     | Anci Dolec Mitja Sketa                     | Vlag van Joegoslavië (1943-1992)        | 159  |
| 18     | Betty McKilligan John MiKilligan           | Vlag van Canada                         | 162  |
| 19     | Dana Fialova Milos Man                     | Vlag van Tsjecho-Slowakije              | 165  |

| #      | naam (deelname)                              | land                                    | pc/7 |
| ------ | -------------------------------------------- | --------------------------------------- | ---- |
| Goud   | Diane Towler (4) Bernard Ford (4)            | Vlag van Verenigd Koninkrijk            | 9    |
| Zilver | Lorna Dyer (5) John Carrell (5)              | Vlag van Verenigde Staten               | 12   |
| Brons  | Yvonne Suddick (4) Malcolm Cannon (3)        | Vlag van Verenigd Koninkrijk            | 21   |
| 4      | Janet Sawbridge (5) Jon Lane (2)             | Vlag van Verenigd Koninkrijk            | 29   |
| 5      | Brigitte Martin (4) Francis Gamichon (4)     | Vlag van Frankrijk                      | 34   |
| 6      | Joni Graham Don Phillips                     | Vlag van Canada                         | 46   |
| 7      | Irina Gristsjkova Viktor Risjkin (2)         | Vlag van Sovjet-Unie                    | 53   |
| 8      | Judy Schwomeyer James Sladky                 | Vlag van Verenigde Staten               | 54   |
| 9      | Alma Davenport Roger Berry                   | Vlag van Verenigde Staten               | 58   |
| 10     | Angelika Buck Erich Buck                     | Vlag van Bondsrepubliek Duitsland       | 71   |
| 11     | Jitka Babická (4) Jaromir Holan (4)          | Vlag van Tsjecho-Slowakije              | 84   |
| 12     | Annerose Baier (3) Eberhard Rüger (3)        | Vlag van Duitse Democratische Republiek | 88   |
| 13     | Ljoedmila Potsjomova (2) Alexandr Gorstsjkov | Vlag van Sovjet-Unie                    | 92   |
| 14     | Edith Mató (2) Karl Csanadi (2)              | Vlag van Hongarije                      | 98   |
| 15     | Heidi Mezger Herbert Rothkappl (2)           | Vlag van Oostenrijk                     | 103  |
| 16     | Judy Henderson John Baily                    | Vlag van Canada                         | 106  |
| 17     | Dana Novotna Jaroslav Hainz                  | Vlag van Tsjecho-Slowakije              | 119  |
| 18     | Susanna Carpani (2) Sergio Pirelli (2)       | Vlag van Italië                         | 120  |

Medaillewinnaars

Mannen · 
Vrouwen ·
Paren · 
IJsdansen

 Toernooi

1896 · 
1897 · 
1898 · 
1899 · 
1900 · 
1901 · 
1902 · 
1903 · 
1904 · 
1905 · 
1906 · 
1907 · 
1908 · 
1909 · 
1910 · 
1911 · 
1912 · 
1913 · 
1914 · 
1915-1921 · 
1922 · 
1923 · 
1924 · 
1925 · 
1926 · 
1927 · 
1928 · 
1929 · 
1930 · 
1931 · 
1932 · 
1933 · 
1934 · 
1935 · 
1936 · 
1937 · 
1938 · 
1939 ·
1940-1946 · 
1947 · 
1948 · 
1949 · 
1950 · 
1951 · 
1952 · 
1953 · 
1954 · 
1955 · 
1956 · 
1957 · 
1958 · 
1959 · 
1960 · 
1961 · 
1962 · 
1963 · 
1964 · 
1965 · 
1966 · 
1967 · 
1968 · 
1969 · 
1970 · 
1971 · 
1972 · 
1973 · 
1974 · 
1975 · 
1976 · 
1977 · 
1978 · 
1979 · 
1980 · 
1981 · 
1982 · 
1983 · 
1984 · 
1985 · 
1986 · 
1987 · 
1988 · 
1989 · 
1990 · 
1991 · 
1992 · 
1993 · 
1994 · 
1995 ·
1996 · 
1997 · 
1998 · 
1999 · 
2000 · 
2001 · 
2002 · 
2003 · 
2004 · 
2005 · 
2006 ·
2007 ·
2008 ·
2009 ·
2010 ·
2011 ·
2012 ·
2013 ·
2014 ·
2015 ·
2016 ·
2017 ·
2018 ·
2019 · 
2020 · 
2021 ·
2022 ·
2023 ·
2024

 ISU-kampioenschappen

WK kunstschaatsen junioren ·
EK kunstschaatsen ·
Viercontinentenkampioenschap ·
Olympische Spelen